# Yupiteru Records
Yupiteru Records was een Japans platenlabel, dat jazz en blues uitbracht. Het label, onderdeel van Yupiteru Industry co., was actief in de periode 1976-1984 en bracht muziek uit van Japanse artiesten (zoals Yasuaki Shimizu, Yuzuru Zera en Minoru Muraoka), alsook buitenlandse musici, waaronder Andy Laverne, Art Farmer, Shelly Manne, Red Mitchell, Victor Feldman, John Littlejohn, Lurrie Bell en Otis Clay. Het label was gevestigd in het hoofdkantoor van Yupiteru, Tokio.